# العيوب لكل مليون فرصة
العيوب لكل مليون فرصة أو عدم المطابقة لكل مليون فرصة (defects per million opportunities) هو مصطلح ومقياس لأداء العملية في إجراءات تحسين العملية. ويحسب بواسطة العلاقة:
```
(عدد العيوب * 1,000,000) / (عدد الوحدات * عدد الفرص لكل وحدة)
```

ويمكن تعريف الخلل بأنه عدم مطابقة أحد المواصفات للجودة (كمثال للمواصفات يمكن أن تكون: القوة والعرض ووقت الاستجابة) .
عادة ما تنظر المنظمات في ما يلي عند تحديد عدد الفرص لكل وحدة:
- معرفة العملية قيد الدراسة
- معايير الصناعة
- عند دراسة أنواع متعددة من العيوب، معرفة الأهمية النسبية لكل نوع من العيوب في تحديد رضا العملاء
- الوقت والجهد والتكلفة لحساب وتصنيف العيوب في مخرجات العملية

وتشمل الوسائل الأخرى لقياس أداء العملية ما يلي:
- مؤشر القدرة العملية
- تكاليف الجودة

## روابط خارجية
- دراسة تطبيقية في شركة - جامعة الزرقاء